# Place Saint-Étienne (Liège)
Pour les articles homonymes, voir Place Saint-Étienne.
La place Saint-Étienne est une place publique située dans le centre-ville de Liège, en Belgique. 

## Toponymie
La place Saint-Étienne porte le nom d'une église paroissiale dédiée à saint Étienne qui se situait à l'angle des rues Lambert Lombard et Chapelle-des-Clercs à la place de l'actuel parking Saint-Denis.
Avant 2005, la rue Lambert Lombard était nommée rue Saint-Étienne.

## Historique
La place Saint-Étienne est inaugurée en 2005 dans le cadre des aménagements des Galeries St-Lambert. La place se situe à l'endroit où se dressait le bâtiment du centre commercial Gérardrie. La fontaine, réalisée par l'artiste Émile Desmedt, a été inaugurée le 22 novembre 2007. 
Dans l'attente de la rénovation de la Maison Baar-Lecharlier, le mur aveugle du bâtiment a été recouvert en août 2011 d'une œuvre de Samuel Nicolaï intitulée « Liège rencontre des cultures ». Cette bâche décorative de 350 m2 comportant les portraits de 140 Liégeois de toutes origines représentant les 140 nationalités répertoriées dans les registres de l'État civil.
Ce nouvel espace a entraîné de nombreuses transformations et rénovations des bâtiments entourant la place à la suite de l’implantation d'entreprises, hôtels et restaurants. L'hôtel de Copis rénové au début des années 2000 est le siège de Meusinvest. Le bâtiment sis au no 2 de la rue Saint-Denis, autrefois un chancre, est depuis 2014 occupé par un hôtel luxueux.

## Voies adjacentes
- Rue Saint-Gangulphe ;
- Rue Saint-Denis ;
- Rue Lambert Lombard ;
- Rue Chapelle-des-Clercs ;
- Rue Gérardrie.